# クイーン・エリザベス・シアター (トロント)
クイーン・エリザベス・シアター (Queen Elizabeth Theatre) は、カナダ・トロントのエキシビション・プレイスにあるオーディトリアム。1956年に開業し、2010年ごろに改装された。座席数は約1,250。建物には5,500フィートのFountainblu Banquet Centreと呼ばれる屋内ミーティング・スペースも併設されている。イベントのチケット売り場は建物の中央に位置する。劇場はクイーン・エリザベス・ビル内にあり、管理棟と展示ホールもここに所在している。
ある音楽評論家は「聴覚上の印象では完璧に近い音を誇るが、その威容はむしろレクチャーやロック公演に適しているようだ」と評している。